# Gustavo Aranzana
Gustavo Aranzana Méndez (Valladolid, 23 de marzo de 1958) es un entrenador de baloncesto español que actualmente dirige a la Selección de baloncesto de Marruecos. Posee una exitosa y larga trayectoria a caballo entre la liga LEB , la liga ACB y Selecciones Españolas. Profesor de la AEEB y FEB.

## Trayectoria
Gustavo posee una larga trayectoria de más de 40 años como profesional con experiencia de más de 20 temporadas en la liga LEB y ACB, habiendo competido entre ellos con equipos de Fórum Valladolid, Caja San Fernando, CB León, Tenerife Club de Baloncesto, y entre ellos un ascenso del CB León a la liga ACB.
En su currículum hay equipos de la liga LEB como el CB León (2005-2007), Cáceres Ciudad del Baloncesto (2009-2012), Club Basquet Coruña (2017-2019) y Força Lleida Club Esportiu (2019-2021).
Con 584 partidos en ACB, a fecha de enero de 2019, es el séptimo entrenador con más partidos dirigidos en ACB.
Desde 2019 a 2021, se hace cargo del Força Lleida Club Esportiu en Liga LEB Oro, no pudiendo mantener la categoría en su segunda temporada.
Desde 2021 a 2023, dirige al FC Cartagena Baloncesto de la Liga LEB Plata, al que clasificaría durante las dos temporadas para disputar los play-offs a la Liga LEB Oro.
El 19 de enero de 2024, firma como entrenador de la Selección de baloncesto de Marruecos. Actualmente  dirige  el club pinariego de la provincia  de Valladolid Club Baloncesto Agrocesa Aldeamayor.

## Internacional
Gustavo ha sido Seleccionador Nacional de las categorías sub-22 y sub-23 y entrenador ayudante de Lolo Sainz en la Selección Nacional Absoluta, participando en campeonatos europeos, mundiales y en los Juegos Olímpicos de Sídney 2000, y ganando para España varias medallas de plata y bronce a nivel europeo. También fue seleccionador español Sub-20 en los europeos de Letonia 2008 y Rodas 2009, obteniendo el bronce en ambos casos.

## Clubs
- 1975-77: Entrenador minibasket e infantil Colegio La Salle Valladolid.
- 1977-78 : C.D. Universitario Valladolid. Segundo entrenador ayudante.
- 1978-79 : Valladolid C.B. Entrenador ayudante de Vicente Sanjuán y, tras la dimisión de éste, de Enrique García.
- 1979-83 : Valladolid C.B. Entrenador ayudante de Mario Pesquera.
- 1983-84 : Fórum Valladolid
- 1984-85 : Fórum Valladolid. Entrenador del equipo Junior.
- 1985-86 : Fórum Valladolid. Coordinador de la Cantera.
- 1986-87 : Fórum Valladolid y Skol Celta de Vigo ( Segunda División )
- 1987-88 : Cajapalencia ( Segunda División )
- 1988-89 : Cajapalencia ( Segunda División ) y Elosúa León ( Primera B )
- 1989-97 : CB León
- 1997-02 : Fórum Valladolid
- 2002-04 : Caja San Fernando
- 2004-05 : Tenerife Club de Baloncesto
- 2005-08 : CB León
- 2009-12 : Cáceres Ciudad del Baloncesto. Liga LEB Oro.
- 2013-14 : Guaiqueríes de Margarita. Venezuela.
- 2015 : Trotamundos de Carabobo. Venezuela.
- 2015 : Guaiqueríes de Margarita. Venezuela.
- 2016: Ittihad Tanger
- 2017-19: Club Basquet Coruña
- 2019: Club Baloncesto Almirantes ( Segunda División Provincial Valladolid )[3]
- 2019-21: Força Lleida Club Esportiu. LEB Oro[4]
- 2021-2023: FC Cartagena Baloncesto. LEB Plata[5][6]
- 2024-actualidad: Selección de baloncesto de Marruecos